# Normes d'or de l'electricitat

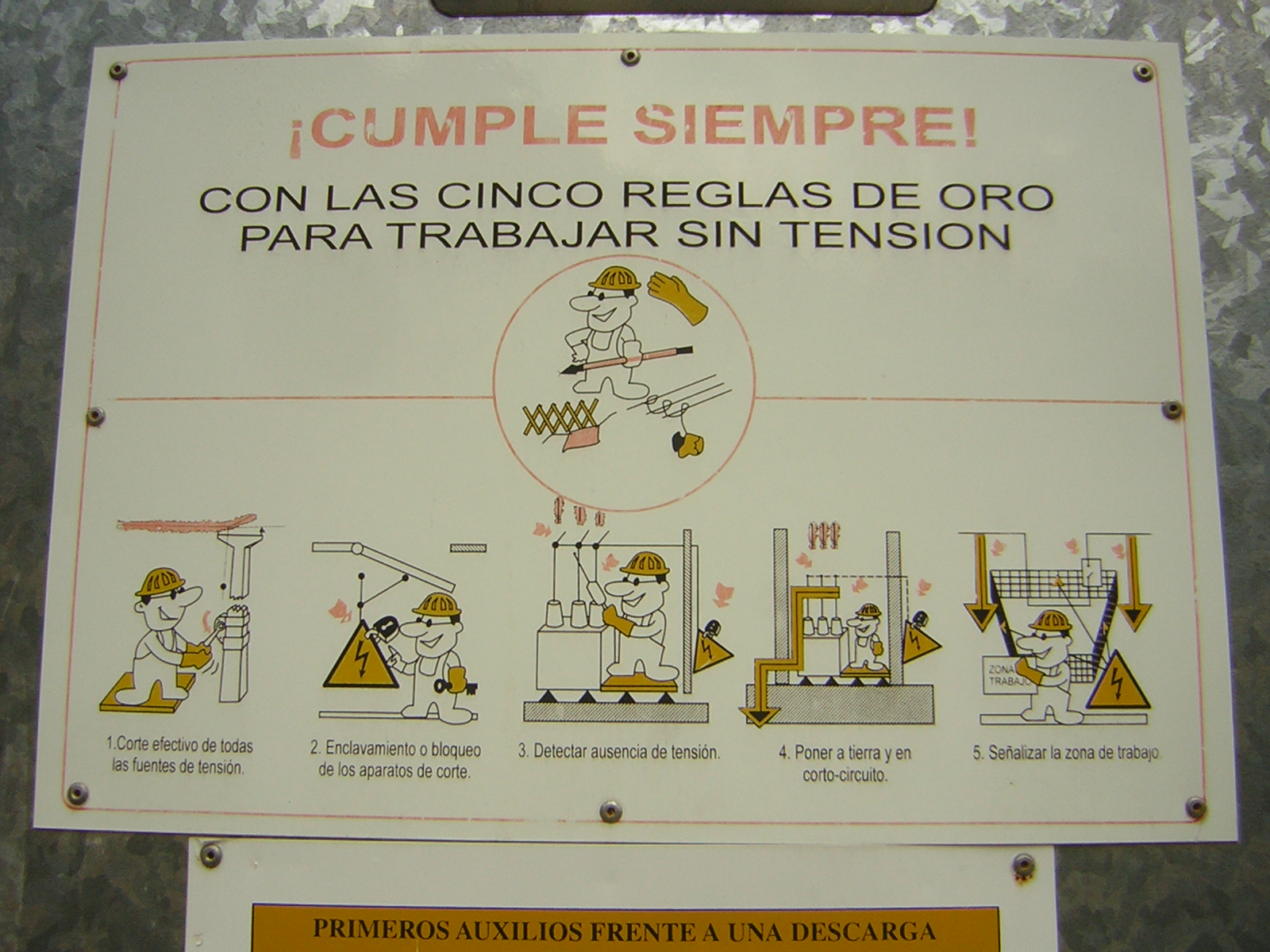
Cartell amb les cinc normes d'or.

En electricitat, les normes d'or constitueixen el procediment més comú per treballar sense tensió a instal·lacions elèctriques. Estan àmpliament acceptades entre els professionals del sector elèctric, i són regulades per normatives nacionals (Espanya, Colòmbia, Alemanya, etc) i procediments de les empreses elèctriques.
El compliment estricte d'aquestes cinc normes garanteix la seguretat en els treballs en instal·lacions elèctriques, especialment quan seran realitzats per personal sense coneixements elèctrics.
Generalment, es diu que una instal·lació està en descàrrec (aterrat a Llatinoamèrica) i s'ha creat una zona de treball quan per a un emplaçament definit s'ha garantit el compliment de les 5 normes d'or.
La zona de treball l'ha de crear personal amb coneixements i experiència en treballs elèctrics.

## Normes d'or

### Primera norma d'or: Desconnexió. Tall efectiu
Un cop definida quina serà, es desconnectaran possibles fonts de tensió que alimenten la instal·lació elèctrica de la zona esmentada.
Es considera que el tall és efectiu quan hi hagi una distància de seccionament entre els pols de l'element de maniobra suficient perquè, la resistència elèctrica entre pols sigui més gran que la resistència elèctrica entre qualsevol pol i terra o massa.
L'obertura dels pols ha de ser directament visible (tall visible), o bé quedar indicat mitjançant un indicador mecànic, de funcionament garantit pel fabricant, unit a la timoneria del pol. Aquesta situació es dóna, per exemple, a les cel·les d'alta tensió amb aïllament a hexaflorur de sofre.
Si l'element de maniobra no complís alguna d'aquestes dues condicions, no es podria considerar punt de tall efectiu.
Els punts on s'executa el tall efectiu solen anomenar-se punts d'aïllament.
Els elements de maniobra que asseguren el tall efectiu poden ser, entre d'altres (cal consultar les especificacions del fabricant):
- Interruptors aptes al seccionament (ruptors)
- Seccionadors.
- Pantògrafs.
- Fusibles retirats de les seves bases.
- Ponts fluixos.

### Segona norma d'or: Prevenir qualsevol possible realimentació. Bloqueig i senyalització
Tots els dispositius de maniobra emprats per realitzar el tall efectiu de l'alimentació de la instal·lació s'han de bloquejar mecànicament per evitar-ne el tancament abans de la finalització del treball.
Si els dispositius de maniobra actuessin per mitjà d'alguna font d'energia auxiliar (bateries, aire comprimit, molls, etc…), també s'han d'anul·lar aquestes fonts d'energia.
Així mateix, també se senyalitzarà el bloqueig amb informació relativa a la feina que s'està fent (ordre de treball, telèfon de contacte de l'empresa, etc.).
Si hi ha algun dispositiu de maniobra telecomandada, s'anul·laran les ordres remotes. Per exemple, col·locant el selector Local-Remot en posició “Local”.

### Tercera norma d'or: Verificar absència de tensió
Un cop realitzada l'obertura i el bloqueig dels punts d'aïllament (tall efectiu i bloqueig i senyalització), es verificarà l'absència de tensió de tots els conductors actius de la instal·lació elèctrica de la zona de treball. És fonamental fer-ho amb instruments adequats, ja que l'electricitat "no es veu, no fa olor, no se sent", només es pot detectar amb instrumental.
Aquest punt és especialment important, ja que en realitzar-lo es garanteix que s'ha efectuat l'obertura de tots els elements de maniobra que alimenten la instal·lació, i que no hi ha una diferència de potencial perillosa per a la col·locació de la posada a terra (per exemple, per induccions amb circuits propers).
El funcionament dels detectors de tensió s'ha de comprovar abans i després de verificar absència de tensió amb una font propera, o si el dispositiu en disposa, amb el polsador de prova.

### Quarta norma d'or: Posada a terra i curtcircuit
Els conductors actius de la instal·lació elèctrica a la zona de treball s'han de connectar a curtcircuit entre ells ia terra. Aquesta connexió es pot fer mitjançant seccionadors de posada a terra incorporats als mateixos dispositius de maniobra o mitjançant dispositius desmuntables “terres portàtils”.
Els dispositius de posada a terra i en curtcircuit seran capaços de suportar el corrent de curtcircuit del punt de la instal·lació on s'hagin de connectar. La col·locació serà ferma, assegurant el bon contacte elèctric i evitant qualsevol retirada accidental.
La verificació d'absència de tensió s'ha de realitzar immediatament abans de la col·locació dels dispositius de posada a terra portàtils, o del tancament dels seccionadors de posada a terra.
El dispositiu de posada a terra es connectarà, en primer lloc, a terra, i seguidament a cadascun dels conductors actius. Si no es fa així, i en cas de fallar els passos previs, es produirà un accident elèctric amb greus conseqüències.
D'aquesta manera, la zona de treball queda protegida davant de posades en tensió accidentals per connexió de generadors, fallades d'aïllament o caiguda de conductors d'instal·lacions en servei. També induccions produïdes al llarg dels cablejats.
Els treballs s'han de fer sempre entre dues posades en curtcircuit i a terra que limitaran la zona de treball.
Les posades en curtcircuit i a terra s'instal·laran tan a prop com sigui possible de la zona de treball. Per garantir la seguretat dels treballadors, com a mínim una de les posades a terra ha de ser visible des de la zona de treball en tot moment.

### Cinquena norma d'or: Senyalització de la zona de treball
La zona de treball es delimitarà, en superfície i alçada mitjançant una senyalització de seguretat amb elements d'alta visibilitat (cintes, cons, tanques, etc.)

## Reposició de la tensió
Un cop finalitzats els treballs, es retirarà a tot el personal i les eines que no fossin indispensables per al restabliment de la tensió. Només llavors es normalitzarà la instal·lació, i sempre en l'ordre següent:
- Retirada dels dispositius de posada a terra i en curtcircuit.
- Desbloqueig i retirada de la senyalització en els elements de tall.
- Tancament dels circuits per reposar el servei.
- Retirada de la senyalització dels límits de la zona de treball.